# نیم‌طبقه

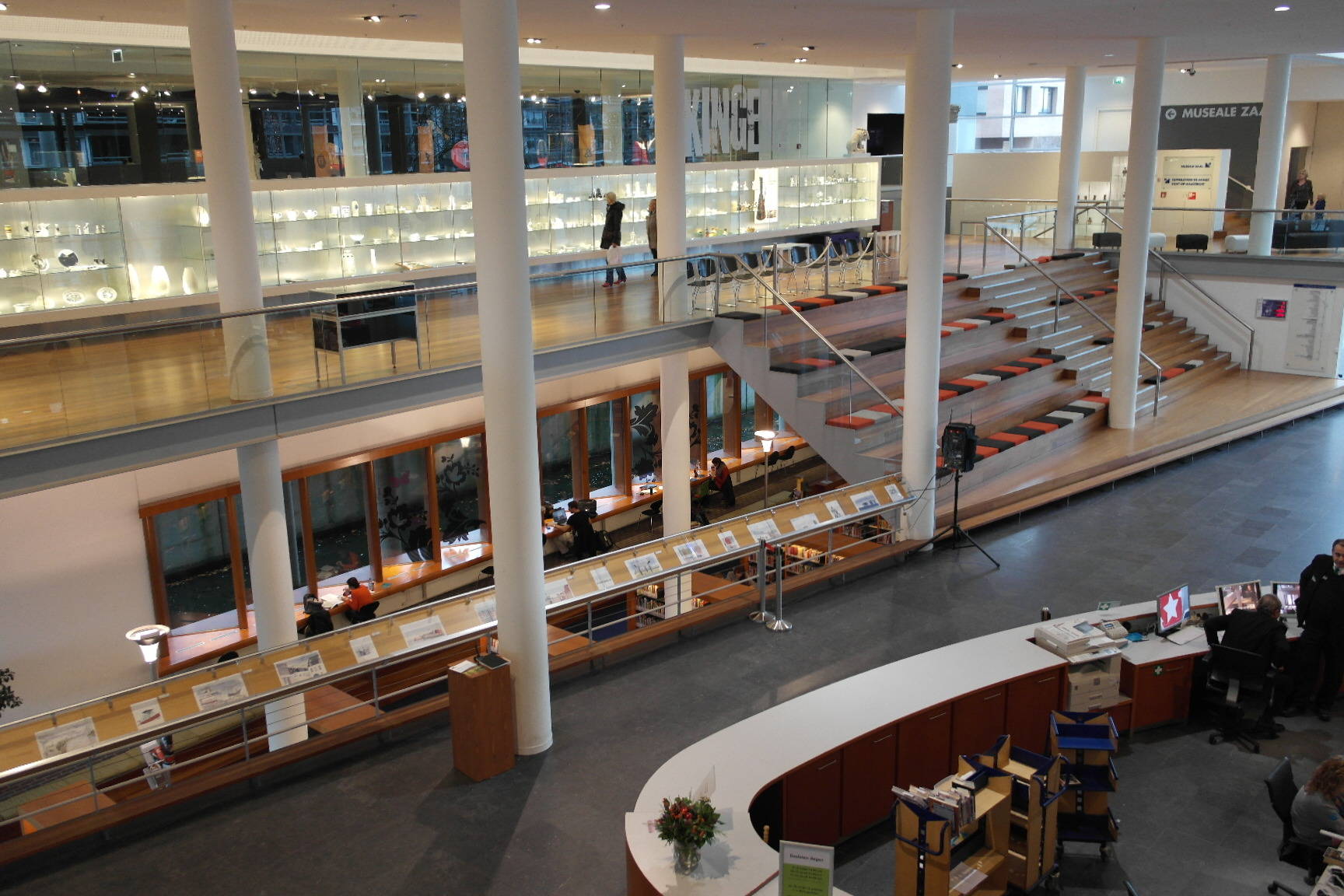
نیم‌طبقه ساخته شده در مرکز سرامیک ماستریخت

نیم‌طبقه (به انگلیسی: Mezzanine) یا میان‌اُشکوب، یک طبقه میانی در یک ساختمان است که فقط تا بخشی از سقف بالایی پیش رفته‌است، یا در کل فضای طبقه ساختمان گسترش نمی‌یابد. با این حال، این اصطلاح اغلب به صورت عامیانه و غیردقیق برای طبقاتی به کار می‌رود که بالای طبقه همکف باشد، به‌ویژه زمانی که یک طبقه همکف اصلی با سقف بلند به صورت افقی به دو طبقه تقسیم شده باشد.

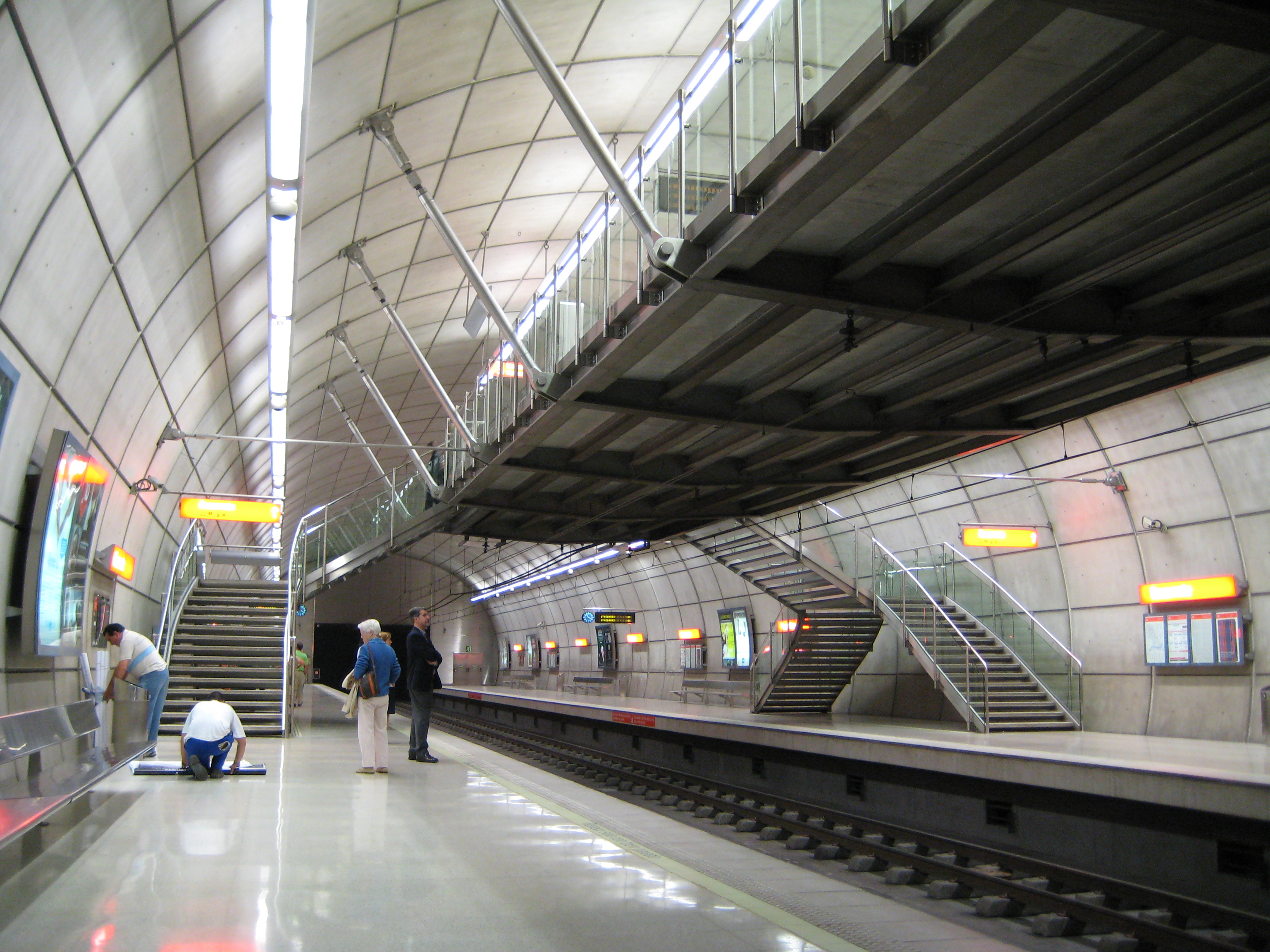
نیم طبقه ایستگاه Basarrate در متروی بیلبائو

نیم‌طبقه‌ها معمولاً کاربردهای مختلفی دارند. نیم طبقه‌های صنعتی مانند آنهایی که در انبارها ساخته می‌شود، معمولاً سازه‌های موقت یا شبه-دائم هستند. در معماری سلطنتی ایتالیا، mezzanino نیز به معنای اتاقی است که با پارتیشن‌بندی ایجاد می‌شود و ارتفاع آن پایین‌تر از طاق یا سقف اصلی است. این نیم‌طبقه‌ها در گذشته در ایتالیا و فرانسه رایج بودند، برای مثال در کاخ‌های اشراف در کاخ کویرینال.

## تعریف
نیم‌طبقه یک طبقه (یا طبقات) میانی در یک ساختمان است که به طبقه پایین باز است. نیم طبقه به سمت بالا دیوار در طبقه‌ای قرار می‌گیرد که سقف آن حداقل دو برابر یک طبقه با حداقل ارتفاع باشد. نیم طبقه کمک می‌کند تا فضایی با سقف بلند، حسی شخصی‌تر و غیر پهناور داشته باشد و می‌تواند فضای کف بیشتری ایجاد کند.